# Lawrence Block
Lawrence Block (Buffalo, 24 giugno 1938) è uno scrittore statunitense contemporaneo di gialli, noto soprattutto per due serie ambientate a New York e incentrate su due figure di investigatore: l'ex alcolista Matthew Scudder e il ladro gentiluomo Bernie Rhodenbarr. Ha anche pubblicato romanzi con gli pseudonimi Chip Harrison, Paul Kavanagh, Lee Duncan, Sheldon Lord, Andrew Shaw, Jill Emerson, Anne Campbell Clark, Lesley Evans.

## Biografia
Nato a Buffalo, Block frequentò l'Antioch College a Yellow Springs, Ohio, che abbandonò prima di laurearsi. Le sue prime opere, pubblicate negli anni cinquanta sotto pseudonimo, appartengono principalmente al mondo del tascabile pornografico, un apprendistato condiviso con il collega scrittore di gialli Donald E. Westlake. You Can't Lose, il primo volume pubblicato a proprio nome, apparve nel 1957. Da allora ha pubblicato più di cinquanta romanzi e più di cento volumi di racconti, oltre ad alcuni libri sull'arte di scrivere.
Block è vissuto per decenni a New York e qui ha ambientato la maggior parte delle sue opere. Attualmente è sposato con Lynne Block e ha tre figlie da un precedente matrimonio, Amy Reichel, Jill Block e Alison Pouliot. Passa molto del suo tempo passa viaggiando con Lynne e insieme hanno visitato quasi 100 Paesi.
Nel 2005 ha ricevuto il Gumshoe Lifetime Achievement Award, un premio che il mensile americano online Mistery Ink assegna ogni anno ai migliori risultati ottenuti nel campo della narrativa poliziesca.
Ha vinto tre volte il premio Shamus, nel 1983, 1994 e 2002 (alla carriera) e nel 1979 ha vinto il Premio Nero Wolfe con The Burglar Who Liked to Quote Kipling (Il ladro che leggeva Kipling).

## Matthew Scudder
Matthew Scudder, il personaggio più famoso di Block in continua evoluzione, comparve nel 1976 in The Sins of the Fathers. È un ex poliziotto alcolista che lavora da investigatore privato senza licenza in Hell's Kitchen. Pubblicati in origine come tascabili, i primi libri non seguono un ordine cronologico preciso; per esempio In the Midst of Death (1976) e Time to Murder and Create (1977), il secondo e terzo volume, furono scritti nell'ordine opposto. Eight Million Ways to Die, pubblicato nel 1982, pone un termine a questa caratteristica, concludendosi con Scudder che fa la sua presentazione ad un incontro di alcolisti anonimi. La serie doveva terminare qui, ma una promessa fatta ad un amico editore lo porta a scrivere "By the Dawn's Early Light," una storia che racconta della vita del protagonista nei giorni in cui era vittima dell'alcol, raccontata però nella prospettiva di uno che se ne sta liberando. Block continuò su questa linea con When the Sacred Ginmill Closes, pubblicato nel 1986 e il cui titolo è tratto da un verso di una canzone folk del suo caro amico Dave Van Ronk, che risultò essere non solo uno dei risultati di più alta qualità letteraria, ma anche tra i preferiti dell'autore e dei suoi fan. Da allora in poi le circostanze in cui Scudder si muove non sono mai le stesse; In A Ticket to the Boneyard (1990), per esempio, Block gli fa reincontrare Elaine Mardell, una prostituta conosciuta quando faceva il poliziotto che poi sposerà parecchi libri dopo. Ottenne altri risultati di rilievo con il tirato e macabro A Dance at the Slaughterhouse (traduzione italiana: La perdizione) del 1991, vincitore dell'Edgar award per il miglior Mystery Novel, e con A Long Line of Dead Men (1993), un ingegnoso enigma che ruota attorno alla rapida progressiva scomparsa dei membri di un'associazione chiamata "Club dei 31." All the Flowers Are Dying, il sedicesimo volume della serie, è stato pubblicato nella prima parte del 2005. A sei anni di distanza giunge la pubblicazione di All the Flowers Are Dying, il diciassettesimo volume della serie di Matt Scudder, un lungo flashback nel corso del quale Matt, seduto a un tavolo del Grogan's Open House davanti a un tumbler Waterford pieno di acqua di soda, racconta al suo vecchio amico Mick Ballou una storia accaduta nei primi anni '80.
Sebbene sia stato spesso accennato al fatto che la lotta di Scudder contro l'alcolismo sia in parte autobiografica, Block ha sempre rifiutato di affrontare questa discussione, rifacendosi alla tradizione propria dell'associazione degli alcolisti anonimi.

## Bernie Rhodenbarr
L'altra maggiore serie scritta da Block, di tono molto più leggero, racconta le disavventure del ladro gentiluomo Bernie Rhodenbarr. Diversemente da Scudder, Rhodenbarr è un protagonista senza età che rimane praticamente lo stesso dal primo volume, Burglars Can't Be Choosers (1977), fino al più recente e decimo della serie The Burglar on the Prowl (2004). L'unica evoluzione significativa ha luogo nel terzo volume, The Burglar Who Liked to Quote Kipling del 1979, vincitore del primo Nero Award annuale, che presenta come Bernie usi il bottino di una precedente impresa per comprare un negozio di libri e introduce il personaggio di Carolyn Kaiser, la sua anima gemella lesbica, compagna di "imprese".
Le trame ripetono uno schema piuttosto fisso: Bernie si introduce in un appartamento generalmente situato nell'Upper East Side di Manhattan e attraverso una serie di eventi implausibili rimane coinvolto in un caso di omicidio, spesso come primo sospettato. Nemmeno una pausa di undici anni tra The Burglar Who Painted Like Mondrian, 1983, e The Burglar Who Traded Ted Williams, 1994 ha prodotto cambiamenti in questa formula.
Tuttavia nei più recenti volumi si nota l'aggiunta di una componente di metagenere: Bernie, detective riluttante, è egli stesso un libraio ed un appassionato del genere poliziesco ed è in grado di fare riferimenti a Agatha Christie, E.W. Hornung (il nome del suo gatto è "Raffles"), Dashiell Hammett, Raymond Chandler, Sue Grafton e John Sandford, tra gli altri.
The Burglar Who Thought He Was Bogart (1995) sfrutta questo aspetto ottenendo i migliori effetti: ambientato durante un film festival dedicato a Humphrey Bogart, la storia è di per sé ispirata da molti dei più famosi ruoli dell'attore. The Burglar in the Library (1997) immagina similmente un incontro tra Hammett e Chandler in un alberghetto del New England negli anni '40, nel corso del quale Chandler scrive una dedica a Hammet su un volume del suo Il grande sonno.
The Burglar in the Rye (1999) è uno dei più intriganti libri della serie, con Bernie che cerca di scovare uno scrittore dalle caratteristiche molto simili a quelle di J.D. Salinger, come il titolo ci suggerisce. Da The Burglar in The Closet è stato tratto il film del 1987 Affittasi ladra con Whoopi Goldberg nel ruolo di Bernie, in questo caso diminutivo di "Bernice".

## Opere

### Serie Matthew Scudder
- The Sins of the Fathers (1976)
  - Le colpe dei padri, Gialli d'azione, Mondadori, 1981
  - Le colpe dei padri, Fanucci, 2006
- In the Midst of Death (1976)
  - Il codice di Scudder, Maschera Nera, Mondadori, 1980
- Time to Murder and Create (1977)
  - La mano invisibile, Giallo Mondadori, n. 1558, 1978
  - È tempo di uccidere, Fanucci, 2006
- A Stab in the Dark (1981)
  - Una pista fredda per Matt, Giallo Mondadori, n. 2274, 1992
- Eight Million Ways to Die (1982), finalista Edgar Award 1983,
  - Mille modi di morire, Giallo Mondadori, n. 1803, 1983
  - Otto milioni di modi per morire, Fanucci, 2006
- When the Sacred Ginmill Closes (1986)
  - L'ultimo grido, Giallo Mondadori, n. 2153, 1990
- Out on the Cutting Edge (1989)
  - Lo sconveniente odore della morte, Giallo Mondadori, n. 2241, 1992
- A Ticket to the Boneyard (1990)
  - L'ultimo della lista, Giallo Mondadori, n. 2315, 1993
- A Dance at the Slaughterhouse (1991)
  - La perdizione, Interno Giallo - Mondadori, 1993
- A Walk Among the Tombstones (1992)
  - Un'altra notte a Brooklyn, Collana La memoria n. 930, Sellerio Palermo, 2013
- The Devil Knows You're Dead (1993)
  - L'ultima telefonata di Holtzmann, Giallo Mondadori, n. 2495, 1996
- A Long Line of Dead Men (1994), finalista Edgar Award 1995
  - Il club dei 31, Hobby & Work, 1997
  - Una lunga linea di morte, Hobby & Work, 2001
- Even the Wicked (1997)
  - La volontà del popolo, LB 2020
- Everybody Dies (1998)
  - Tutti muoiono, LB 2020
- Hope to Die (2001)
  - Spera di morire, LB 2021
- All the Flowers Are Dying (2005)
  - Un campo di fiori morti, LB 2021
- A Drop of the Hard Stuff (2011)
  - L'ottavo passo, Collana La memoria n. 853, Sellerio Palermo, 2011
- The Night and the Music (2013) 
  - La Notte e la Musica , LB ed. 2016
- A Time to Scatter Stones (2018)
  - Aspettando il buio, LB 2021

### Serie Bernie Rhodenbarr
- Burglars Can't Be Choosers (1977)
  - Parola di ladro, Giallo Mondadori, n. 1576, 1979
  - I ladri non uccidono, Fanucci, 2008
- The Burglar in the Closet (1978)
  - Il ladro nel sacco, Il Giallo Mondadori, n. 1610, 1979
- The Burglar Who Liked to Quote Kipling (1979)
  - Il ladro che leggeva Kipling, Giallo Mondadori, n. 1735, 1982
- The Burglar Who Studied Spinoza (1980)
  - Il ladro che studiava Spinoza, Giallo Mondadori, n. 1775, 1983
- The Burglar Who Painted Like Mondrian (1983)
  - Il ladro che dipingeva come Mondrian, Giallo Mondadori, n. 1912, 1985
- The Burglar Who Traded Ted Williams (1994)
  - Il ladro che rubava figurine, Hobby & Work, 2000
- The Burglar Who Thought He Was Bogart (1995)
  - Il ladro che credeva di essere Bogart, Hobby & Work, 1999
- The Burglar in the Library (1997)
  - Il ladro nella biblioteca, LB ed., 2016
- The Burglar in the Rye (1999)
  - Il Ladro che beveva rye, LB ed. , 2017
- The Burglar on the Prowl (2004)
  - Il ladro in caccia, LB ed. , 2017
- The Burglar who counted the spoons (2013)
  - Il ladro che contava i cucchiai, LB ed., 2018
- The Burglar in Short Order (2019)
  - Il Ladro in Poche Parole LB ed. 2019

### Serie Evan Tanner
- The Thief Who Couldn't Sleep (1966),
  - Il ladro che non poteva dormire, Estate Spia Mondadori, 1991
- The Canceled Czech (1966)
  - La sfortuna è ceca, Segretissimo, n. 277, 1969
- Tanner's Twelve Swingers (1967)
  - Paese che vai, segreto che trovi, Segretissimo, n. 346, 1970
- The Scoreless Thai (a.k.a. Two for Tanner) (1968)
- Tanner's Tiger (1968)
- Here Comes a Hero (a.k.a. Tanner's Virgin) (1968)
- Me Tanner, You Jane (1970)
- Tanner on Ice (1998)

### Serie Chip Harrison
- No Score (1970)
- Chip Harrison Scores Again (1971)
- Make Out With Murder (a.k.a. The Five Little Rich Girls) (1974)
- The Topless Tulip Caper (1975)
- As Dark As Christmas Gets (1997), un racconto con Chip Harrison scritto appositamente per i clienti del Mysterious Bookshop di Otto Penzler.

### Serie Keller
- Hit Man (1998)
  - Il sicario, LB ed., 2018
- Hit List (2000)
  - Il sicario nel mirino, LB ed., 2018
- Keller's Adjustment (2005)
  - Il compromesso di Keller, romanzo breve, Collana Deviazioni n.5, Sonzogno, 2007
- Hit Parade (2006)
  - Il Sicario Ritorna, LB ed. 2019
- Hit and Run (2008)
  - Il Sicario in Fuga, LB ed. 2019
- Hit Me (2013)
  - Il Sicario in Pericolo, LB ed, 2020
- Keller's Fedora (2016)
  - Il Sicario col Fedora, LB ed. 2020

### Serie Paul Kavanagh
- Such Men Are Dangerous (1969)
  - Amico, esci dal branco, Superspia Mondadori, 1971
  - Amico, esci dal branco, Capolavori di Segretissimo, n. 54, 1979
- The Triumph of Evil (1971)
  - Un uomo e una pistola, I Super Mondadori, n. 9, 1975
- Not Comin' Home to You (1974)

### Altra narrativa
- Cinderella Sims (a.k.a $20 Lust) (1961)
- Coward's Kiss (a.k.a. Death Pulls a Doublecross) (1961)
  - Labbra d'oro, Longanesi, 1962
  - Doppiogioco con la morte, Longanesi, 1988
- Grifter's Game (a.k.a. Mona, a.k.a. Sweet Slow Death) (1961)
- The Case of the Pornographic Photos (1961)
  - Labbra amare, Zillitti, 1962
- You Could Call it Murder (1961)
- A Diet of Treacle (1961)
- The Girl With the Long Green Heart (1965)
- Deadly Honeymoon (1967)
- After the First Death (1969)
  - Dopo la prima vittima, Giallo Mondadori, n. 1109, 1970
- The Specialists (1969)
- Ronald Rabbit is a Dirty Old Man (1971)
- Ariel (1980)
- Random Walk (1988)
- Enough Rope: Collected Stories (2002)
- Small Town (2003)
- My Blueberry Nights (2007)

### Libri sull'arte di scrivere
- Writing the Novel From Plot to Print (1979)
- Telling Lies for Fun & Profit (1981)
- Write For Your Life (1986)
- Spider, Spin Me a Web (1987)